# Spělkov
Spělkov (en allemand : Spielkau) est une commune du district de Žďár nad Sázavou, dans la région de Vysočina, en République tchèque. Sa population s'élevait à 40 habitants en 2020.

## Géographie
Spělkov se trouve à 9 km au sud-ouest de Polička, à 20 km au nord-est de Žďár nad Sázavou, à 51,5 km au nord-est de Jihlava et à 133 km à l'est-sud-est de Prague.
La commune est limitée par Telecí au nord, par Borovnice à l'est et au sud, par Daňkovice au sud-ouest et par Krásné à l'ouest.

## Histoire
La première mention écrite de la localité date de 1392.

## Transports
Par la route, Spělkov se trouve à 16 km de Polička, à 25 km de Žďár nad Sázavou, à 63 km de Jihlava et à 173 km de Prague.